# Mini-CD

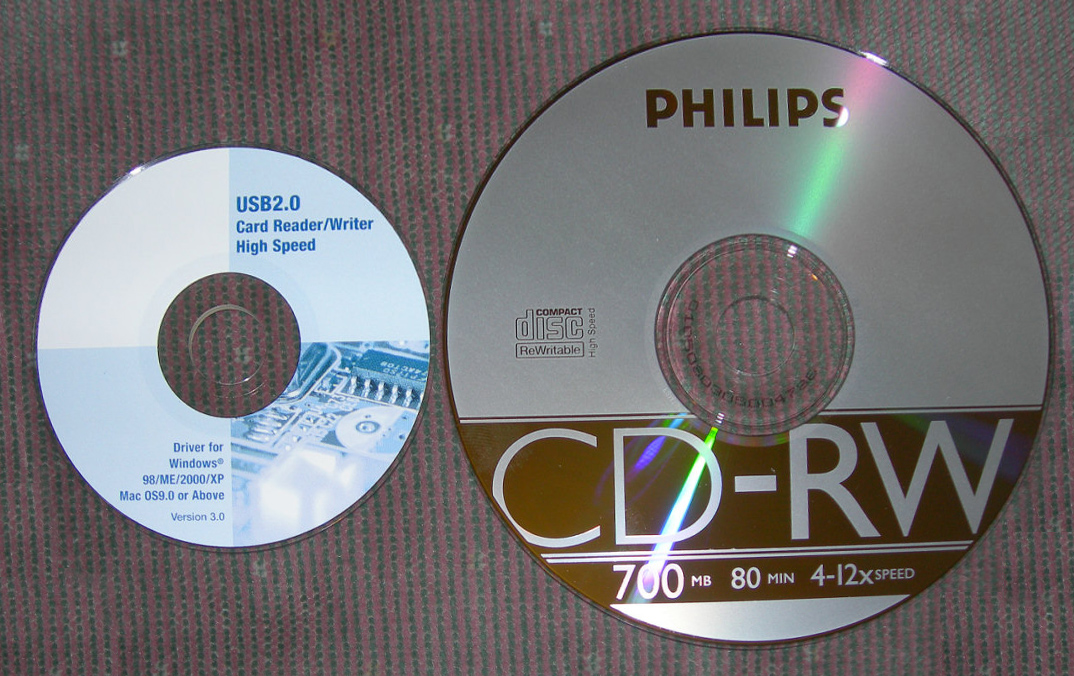
mini-CD (слева) и обычный CD диск

Mini-CD (CD3) — оптический накопитель, представляющий собой уменьшенный компакт-диск диаметром 80 мм. Обычно объём Mini-CD составляет от 155 мегабайт (18 минут музыки) до 210 мегабайт (24 минуты), но также были созданы более вместительные версии на 300 Мб (34 минуты). Обычно его применяют для записи инсталляционных пакетов различных драйверов устройств, программ, игр и документации объёмом менее 210 мегабайт.

## Преимущества и недостатки
Mini-CD меньше размером, поэтому они удобнее для ношения в карманах одежды, отчего их нередко называют «карманным CD». Основным недостатком mini-CD является сравнительно небольшая ёмкость диска, но их новые поколения имеют больший объём, например, вместительность mini-DVD составляет от 1.4 Гб, а Mini-Blu-ray — 7,8 Гб для однослойного и 15,6 Гб для двухслойного накопителя. Также к недостаткам относится то, что Mini-CD не поддерживается приводами с side-in загрузкой (автомагнитолы и некоторые ноутбуки).

## История появления
Формат Mini CD разработал Дин Проктер из компании Imaginet в 1997 году. Впервые они были представлены в США Изначально продавались как CD3, ссылаясь на их приблизительный размер в дюймах.